# 竹鶴政孝

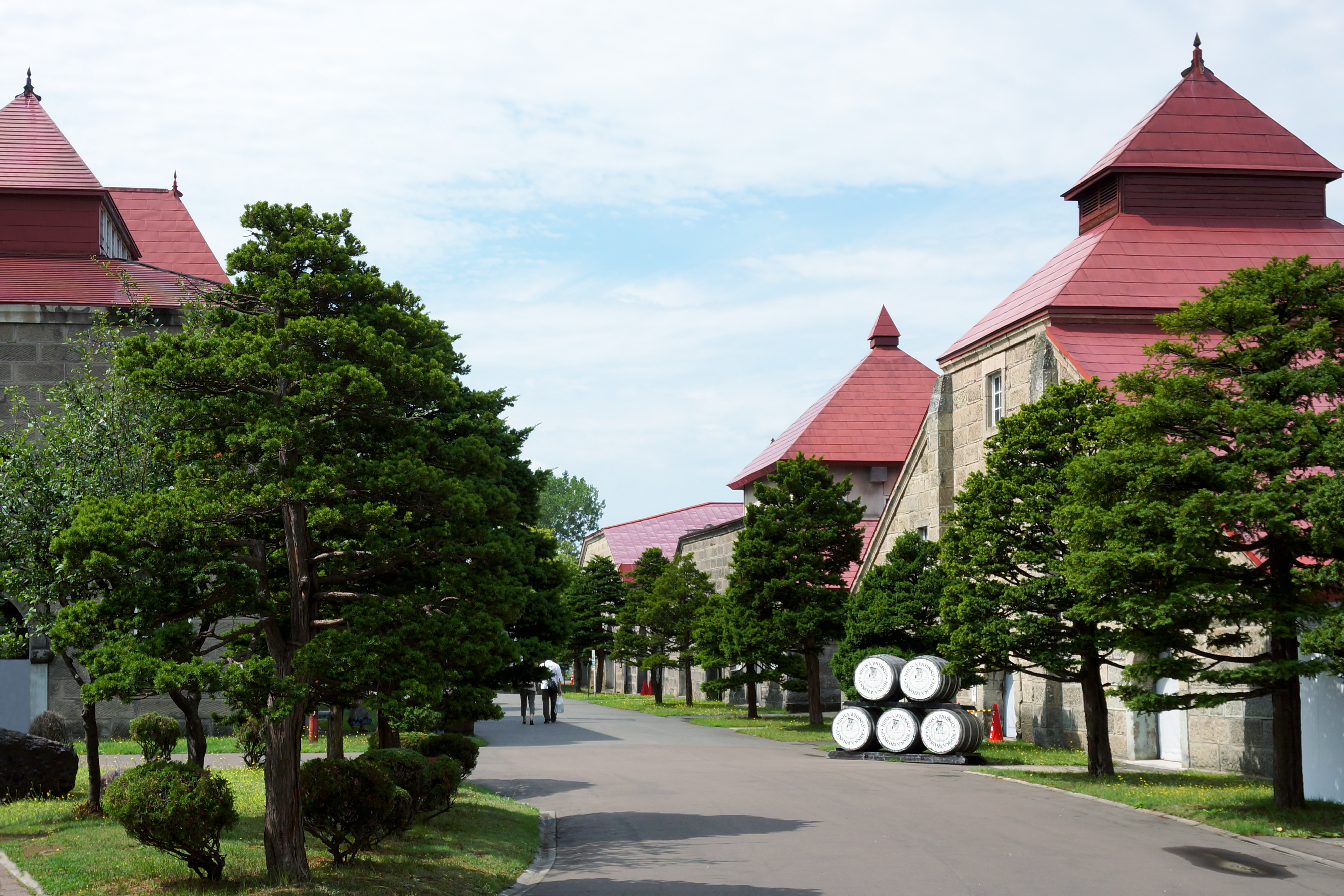
本劇拍攝地點之一：日果威士忌（Nikka Whisky）余市蒸餾所（北海道余市郡余市町）

竹鶴政孝（日语：／ Taketsuru Masataka */?，1894年6月20日—1979年8月29日），生於日本廣島縣賀茂郡竹原町（今竹原市），威士忌製造者、企業家，為首位將威士忌製造技術引進日本的人，被稱為日本威士忌之父。

## 生平
家族從事製鹽、釀酒生意，竹鶴酒造為其家族事業。其父竹鶴敬次郎。竹鶴政孝是三男。日本的傳統，家業是由嫡長子繼承，因此政孝1916年自大阪高等工業學校（日後的大阪工業大學，今大阪大學工學院的前身）釀造科畢業。進入了製造洋酒的公司，攝津酒造。
1918年，受攝津酒造社長阿部喜兵衛與常務岩井嘉一郎之命，至英國蘇格蘭格拉斯哥大學就讀有機化學與應用化學系，以學習釀酒技術。
竹鶴政孝積極拜訪蒸餾廠，希望得到見習機會，但是即使是現在的蒸餾廠，也不可能敲敲門就能得到實習機會，到處碰壁，終於Longmorn給竹鶴政孝一個實習機會，但是只有一週的時間，於是竹鶴把所有能知道的釀造知識，全部都紀錄到他的小冊子裡面。這本小冊子，日後，被稱為「竹鶴筆記」。
在蘇格蘭時，竹鶴認識潔西·蘿貝塔·考恩（Jessie Roberta Cowan）。1920年1月8日，兩人在格拉斯哥登記結婚，其妻隨夫姓，以其暱稱麗塔（Rita），取日本名竹鶴麗塔。同年，竹鶴政孝與其妻回到日本，但其家族反對這個國際婚姻。竹鶴政孝自家族中分家，與其妻獨居，以表示決心。
1920年日本正面臨一次大戰後的經濟蕭條，攝津酒造終止國產威士忌計畫，空有滿身技術但是無法伸展的狀態下，1922年竹鶴離開了攝津酒造，到大阪桃山中學（現在的桃山學院高等學校）擔任化學老師。
1923年，壽屋（現三得利）啟動正統威士忌國產計畫，當時的社長鳥井信治郎正在尋找合適的人選協助建立蒸餾廠，而獲得的答案都是「在日本只有竹鶴可以勝任」，壽屋過去也是委託攝津酒造製作葡萄酒，透過這層關係，鳥井與竹鶴建立了合作關係，並在當年6月以天價聘請竹鶴進入壽屋工作。竹鶴希望蒸餾廠設置在類似蘇格蘭氣候的環境下製造與熟成，一開始就選定在北海道；但是鳥井認為北海道運輸不方便，而且地處偏遠不適合做參觀。竹鶴只好在大阪附近選擇和詩貝河畔著名威士忌產地Roth氣候比較相近且多霧的山崎建立Suntory旗下第一間威士忌蒸餾廠：山崎蒸餾所。當時日本的酒類課稅是在蒸餾結束後，而非裝瓶前課稅，對於需要時間熟成，且酒液陳年期間會因「天使的分享」揮發流失的威士忌來說，多一年的陳年等於損失了許多稅，為了減少成本。即使威士忌還不夠熟成，還是勉強在1929年4月1日推出第一支威士忌「サントリー白札」。1930年，推出廉價版，名赤禮。但是當時日本人認為這兩款威士忌的口味不佳，銷售狀況不好。竹鶴就被調去剛收購的橫濱啤酒工廠當廠長。 1933年橫濱啤酒工場無預警轉售，連廠長都沒有被告知，竹鶴深感不被信任。1934年1月，竹鶴由壽屋退社。
1934年4月，他到最初屬意的北海道余市町建造夢想中的蒸餾廠。但是威士忌需要好幾年的時間熟成才能裝瓶販售，初期「大日本果汁株式会社」（也就是Nikka的前身）只能透過販賣余市當地的特產—蘋果汁來維持工廠營運。1940年，余市蒸餾的第一批威士忌終於裝瓶販售，以公司名稱「日」「果」命名為日果威士忌（Nikka Whisky）。
1943年，竹鶴收養外甥宮野威（竹鶴威）為義子。竹鶴威後來繼承Nikka Whisky的經營工作。會定期訪問英國，視察Nikka Whisky的倫敦事務所和公司旗下位於蘇格蘭的蒸餾廠，還經常前往麗塔的妹妹Lucy的家中拜訪。
1961年，妻子麗塔逝世。麗塔曾回到蘇格蘭二次（第二次有帶養女麗瑪〔Rima〕回蘇格蘭）。麗塔最親近的妹妹露西（Lucy）曾探望過竹鶴夫婦，她是柯文（Cowan）家中唯一到過日本的人。

1967年，竹鶴政孝於仙台市郊建立宮城峽蒸餾所。
1979年8月29日，竹鶴政孝於東京病逝，享年85歲，與麗塔合葬於余市。
雖然大家都知道竹鶴是把正統蘇格蘭威士忌帶入日本的第一人，但是竹鶴自己，終其一生也不確定他的威士忌能在世界上走到什麼位置。2001年，余市single cask 10yo獲得Whisky Magazine「Best of The Best 2001」的最高榮譽；2007 & 2008年余市的1986和1987連續兩年獲得WWA世界最佳單一麥芽威士忌（single malt）的殊榮。現在山崎、余市、宮城峽的單一麥芽威士忌都是市場上眾人搶購的珍品，唯一遺憾的是，這一切，竹鶴政孝與他的妻子麗塔，都來不及知道。

## 傳記電視劇
- 阿政（NHK連續電視小說／2014年度下半年，玉山鐵二飾演龜山政春）

## 外部連結
- 竹鶴政孝物語 | ニッカウヰスキー80周年 | NIKKA WHISKY （页面存档备份，存于）
- 「マッサン」と呼ばれた男、竹鶴政孝の夢 - 産経ニュース （页面存档备份，存于）
- 漫画連載／日本のウイスキーの父：竹鶴政孝氏とリタ夫人の人生 （页面存档备份，存于）
- 関連系図 （页面存档备份，存于）